# Lanzia
Lanzia Holst-Jensen, L.M. Kohn & T. Schumach. – rodzaj grzybów z rzędu tocznikowców (Helotiales).

## Systematyka
Pozycja w klasyfikacji według Index Fungorum
Rutstroemiaceae, Helotiales, Leotiomycetidae, Leotiomycetes, Pezizomycotina, Ascomycota, Fungi.
Gatunki występujące w Polsce
- Lanzia luteovirescens (Roberge ex Desm.) Dumont & Korf 1978

Nazwa naukowa według Index Fungorum. Wykaz gatunków według M.A. Chmiel.